# XIII з'їзд Комуністичної партії Молдавії
XIII з'їзд Комуністичної партії Молдавії — з'їзд Комуністичної партії Молдавії, що відбувся 24—26 лютого 1971 року в місті Кишиневі.

## Порядок денний з'їзду
1. Звіт ЦК КПМ
2. Звіт Ревізійної Комісії КПМ
3. Вибори керівних органів КПМ.

## Керівні органи партії
Обрано 111 членів ЦК КПМ, 47 кандидатів у члени ЦК КПМ та 27 членів Ревізійної Комісії КПМ.

### Члени Центрального комітету КП Молдавії
- Акінфієв Василь Іванович — міністр промисловості будівельних матеріалів Молдавської РСР
- Андрущак Віктор Юхимович — 1-й секретар Єдинецького райкому КПМ
- Антосяк Георгій Федорович — 1-й заступник голови Ради Міністрів Молдавської РСР
- Аргірій Василь Дмитрович — 1-й секретар Дондюшанського райкому КПМ
- Арпентьєв Володимир Олександрович — міністр фінансів Молдавської РСР
- Афтенюк Герман Трохимович — міністр меліорації і водного господарства Молдавської РСР
- Бахмач Віктор Миколайович — 1-й секретар Оргіївського райкому КПМ
- Бережний Іван Микитович — завідувач сільськогосподарського відділу ЦК КПМ
- Бикова Ольга Василівна — міністр соціального забезпечення Молдавської РСР
- Бодюл Іван Іванович — 1-й секретар ЦК КПМ
- Бондаренко Михайло Васильович — 1-й секретар Лазовського райкому КПМ
- Боцу Павло Петрович — 1-й секретар правління Спілки письменників Молдавської РСР
- Брадулов Микола Михайлович — міністр внутрішніх справ Молдавської РСР
- Буга Василь Гаврилович — завідувач відділу інформації і зарубіжних зв'язків ЦК КПМ
- Буга Віра Петрівна — бригадир арматурників Кишинівського заводу залізобетонних виробів
- Бурилков Костянтин Панасович — міністр сільського будівництва Молдавської РСР
- Васалатій Григорій Іванович — 1-й секретар Ніспоренського райкому КПМ
- Вейса В.І. —
- Волосюк Василь Михайлович — міністр юстиції Молдавської РСР
- Воронін Петро Васильович — голова Комітету народного контролю Молдавської РСР
- Гавлінський Костянтин Йосипович — 1-й секретар Чимішлійського райкому КПМ
- Гапонов Микола Єгорович — міністр автомобільного транспорту і шосейних доріг Молдавської РСР
- Голубицький Олександр Олександрович — головний редактор журналу «Коммунист Молдавии»
- Грищенко А.І. —
- Грищук Віктор Петрович —
- Гроссу Семен Кузьмович — секретар ЦК КПМ
- Гросул Яким Сергійович — президент Академії наук Молдавської РСР
- Гуторов Валентин Володимирович — 1-й секретар Флорештського райкому КПМ
- Дигай Гліб Григорович — завідувач відділу організаційно-партійної роботи ЦК КПМ
- Дьєур Михайло Пилипович — завідувач відділу адміністративних органів ЦК КПМ
- Добинде Ігор Григорович — заступник голови Ради Міністрів Молдавської РСР, голова Держплану Молдавської РСР
- Долгошей Гаврило Артемович — 1-й секретар Сороцького райкому КПМ
- Дорофеєв Павло Олексійович — 1-й секретар Страшенського райкому КПМ
- Єремей Григорій Ісидорович — заступник голови Ради Міністрів Молдавської РСР
- Житнюк Галина Михайлівна — міністр легкої промисловості Молдавської РСР
- Зайченко Микола Михайлович — заступник голови Ради Міністрів Молдавської РСР
- Захаров Вадим Олександрович — завідувач відділу торгівлі і побутового обслуговування ЦК КПМ
- Збаразький Володимир Васильович — заступник голови Ради Міністрів Молдавської РСР
- Зіду Дмитро Георгійович — 1-й секретар Суворовського райкому КПМ
- Зінган Харлампій Якович — голова Верховного суду Молдавської РСР
- Іващук Дмитро Іванович — 1-й секретар Слободзейського райкому КПМ
- Ілляшенко Кирило Федорович — голова Президії Верховної Ради Молдовської РСР
- Казак Віктор Дмитрович — ланковий механізованої ланки колгоспу імені Калініна Лазовського району
- Каленик Євген Петрович — 1-й секретар Котовського райкому КПМ
- Калін Іван Петрович — 1-й секретар Каларашського райкому КПМ
- Каніковський Віктор Іванович — завідувач планово-фінансового відділу ЦК КПМ
- Качанов Юрій Володимирович — редактор газети «Советская Молдавия».
- Кожухар Павло Ананійович — голова колгоспу «Пограничник» Бричанського району
- Комендант Петро Васильович — 1-й секретар Дрокіївського райкому КПМ
- Константинов Антон Сидорович — завідувач відділу пропаганди і агітації ЦК КПМ
- Корнован Дмитро Семенович — постійний представник Ради Міністрів Молдавської РСР при Раді Міністрів СРСР
- Костін Пантелеймон Дмитрович — голова Чимішлійського райвиконкому
- Коханський Василь Іванович — секретар Молдавської республіканської ради профспілок
- Крачун Агрипина Микитівна — секретар Президії Верховної Ради Молдовської РСР
- Кулюк Леонід Федорович — міністр культури Молдавської РСР
- Куришина Євгенія Мефодіївна — бригадир виноградарської бригади радгоспу «Чумай» Вулканештського району
- Кускевич Іван Васильович — голова Кишинівського міськвиконкому
- Кутиркін Владислав Георгійович — голова Державного комітету Молдавської РСР з цін
- Лазарев Артем Маркович — академік-секретар Відділення суспільних наук Академії наук Молдавської РСР
- Лозан Степан Іванович — голова Державного комітету Молдавської РСР із телебачення і радіомовлення
- Лубенець Дмитро Євтихійович — міністр будівництва Молдавської РСР
- Лук'янов Микола Миколайович — 1-й секретар Леовського райкому КПМ
- Лучинський Петро Кирилович — секретар ЦК КПМ
- Мар'ясов Микола Парфентійович — 1-й секретар Чадир-Лунзького райкому КПМ
- Мацнєв Олексій Іванович — 1-й секретар Бендерського міськкому КПМ
- Машталер Василь Васильович — голова республіканського об'єднання «Молдсільгосптехніка»
- Мельков Юрій Дмитрович — 2-й секретар ЦК КПМ
- Мельник Ганна Василівна — завідувач відділу науки і навчальних закладів ЦК КПМ
- Мерецков Володимир Кирилович —
- Молдован Василь Кирилович — голова Партійної комісії при ЦК КПМ
- Молдован Георгій Іванович — 1-й секретар Дондюшанського райкому КПМ
- Мураховська Н.Т. —
- Негру-Воде Олександр Степанович — міністр сільського господарства Молдавської РСР
- Нечаєнко Олександр Васильович — міністр місцевої промисловості Молдавської РСР
- Паскар Петро Андрійович — голова Ради Міністрів Молдавської РСР
- Петрик Павло Петрович — 1-й секретар Тираспольського міського комітету КП Молдавії
- Плешко Михайло Олександрович — завідувач відділу культури ЦК КПМ
- Подоляк Юрій Микитович — 1-й секретар Кагулського райкому КПМ
- Положенко Никанор Володимирович — міністр житлово-комунального господарства Молдавської РСР
- Попов Йосип Назарович — 1-й секретар Ново-Аненського райкому КПМ
- Постовий Євген Семенович — міністр освіти Молдавської РСР
- Примак А.П. —
- Рудь Герасим Якович — ректор Кишинівського сільськогосподарського інституту імені Фрунзе
- Руссу Діомід Федорович — 1-й секретар Ришканського райкому КПМ
- Савочко Борис Миколайович — завідувач промислово-транспортного відділу ЦК КПМ
- Салогор Микита Леонтійович —
- Сидоренко Сергій Степанович — голова Молдавської республіканської ради профспілок
- Скуртул Максим Васильович — голова правління Молдавспоживспілки
- Смагов А.Є. —
- Соловйова Валентина Сергіївна — директор Тираспольської швейної фабрики імені 40-річчя ВЛКСМ
- Сташкевич Лінарій Дмитрович — начальник Молдавського відділення Одесько-Кишинівської залізниці
- Степанов Георгій Панасович — міністр заготівель Молдавської РСР
- Стешов Борис Олександрович — секретар ЦК КПМ
- Тарушкін Олексій Петрович — завідувач відділу будівництва і міського господарства ЦК КПМ
- Тіпа С.С. —
- Тіунов Анатолій Іванович — міністр м'ясної і молочної промисловості Молдавської РСР
- Тузлов Михайло Іванович — 1-й секретар Комратського райкому КПМ
- Фірсова В.А. —
- Хотнічук Б.В. —
- Хропотинський Василь Петрович — 1-й секретар Унгенського райкому КПМ
- Чвертко Петро Володимирович — голова Комітету державної безпеки при Раді міністрів Молдавської РСР
- Чебан Іван Іванович — прокурор Молдавської РСР
- Чекой Архип Ілліч — 1-й секретар Глодянського райкому КПМ
- Чокой Георгій Степанович — 1-й секретар Фалештського райкому КПМ
- Чолак Михайло Ісайович — голова республіканського об'єднання «Молдплодовоч» при Раді міністрів Молдавської РСР
- Чурбанов Ізосим Квінтельянович — завідувач відділу легкої і харчової промисловості ЦК КПМ
- Шихова Марія Матвіївна —
- Шкорупеєв Іван Семенович — міністр харчової промисловості Молдавської РСР
- Шляхтич Макар Микитович — редактор газети «Молдова сочиалистэ»
- Штирбул Кирило Антонович — актор
- Якубовський Петро Іванович — 1-й секретар Бельцького міськкому КПМ

### Кандидати у члени Центрального комітету КП Молдавії
- Бабич Іван Іванович — директор Молдавського агрономічного радгоспу-технікуму імені Леніна Дондюшанського району
- Балакірєв В.І. —
- Бантюк Петро Федорович — голова Фалерештського райвиконкому
- Блановський Андоій Никифорович —
- Бодур Ілля Дмитрович — голова Дондюшанського райвиконкому
- Вайн Л.І. —
- Вердиш Дмитро Іванович — начальник Головного управління професійно-технічної освіти РМ Молдавської РСР
- Вишку Василь Костянтинович — 1-й секретар ЦК ЛКСМ Молдавії
- Водяна Є.А. —
- Врабій Н.В. —
- Гербст Валентин Петрович —
- Голубчук Т.І. —
- Горша Григорій Іванович — 1-й заступник завідувача відділу організаційно-партійної роботи ЦК КПМ
- Джесмеджіян Артем Аршакович — помічник 1-го секретаря ЦК КПМ
- Дяченко Лука Степанович — керуючий справами Ради міністрів Молдавської РСР
- Живаєв Андрій Григорович — керуючий справами ЦК КПМ
- Жмеренецька Олена Федорівна — голова Державного комітету РМ Молдавської РСР із друку
- Загадайлов Федір Михайлович — 1-й секретар Фрунзенського райкому КПМ
- Зазимко Анатолій Пилипович — 1-й секретар Бричанського райкому КПМ
- Захаров Михайло Єгорович —
- Каструбін А.А. —
- Кишлар Олександр Степанович — 1-й секретар Теленештського райкому КПМ
- Коваленко А.Г. —
- Константинов Михайло Степанович — 1-й секретар Каушанського райкому КПМ
- Кранга Петро Федорович — міністр торгівлі Молдавської РСР
- Маркоч М.М. —
- Моргунов Володимир Микитович —
- Москалу Ніна Андріївна — трактористка колгоспу імені Суворова Сороцького району
- Мулик Андрій Васильович —
- Негруца Віктор Борисович — заступник голови Держплану Молдавської РСР
- Одобеску Віра Сергіївна — розкрійниця Кишинівської взуттєвої фабрики «Зоріле»
- Парфентьєв Іван Данилович — директор Молдавського Телеграфного Агентства
- Пасіковський Олександр Гнатович — завідувач загального відділу ЦК КПМ
- Петраш Валентин Миколайович — редактор газети «Вяца сатулуй»
- Петрушин Петро Арсентійович — голова Бельцького міськвиконкому
- Покатилов Володимир Васильович —
- Поляков Микола Дмитрович — голова Державного комітету Ради міністрів Молдавської РСР у справах будівництва
- Радауцан Сергій Іванович — ректор Кишинівського державного політехнічного інституту імені Лазо
- Скутар Н.Ф. —
- Татарчук Павло Михайлович — голова Тираспольського райвиконкому
- Теленков Володимир Іванович —
- Терехов Борис Павлович — міністр меблевої і деревообробної промисловості Молдавської РСР
- Томулець Костянтин Ананійович —
- Фомін Василь Михейович — 2-й секретар Кишинівського міськкому КПМ; міністр автомобільного транспорту Молдавської РСР
- Чекан Г.К. —
- Шаврієв Іван Петрович — секретар парткому партійної організації колгоспу імені Леніна Чадир-Лунзького району
- Юнак Ганна Порфирівна — голова колгоспу «Нове життя» Флорештського району

### Члени Ревізійної комісії КП Молдавії
- Анісімова Ірина Хомівна —
- Атановський Леонід Миколайович — 1-й секретар Криулянського райкому КПМ
- Аусткалн В.П. —
- Баркар Олександр Андрійович — голова Державного комітету РМ Молдавської РСР з використання трудових ресурсів
- Бегалюк Іван Євтихович —
- Буднюк Петро Леонтійович — голова Каушанського райвиконкому
- Вакарчук Степан Никанорович — 1-й секретар Бричанського райкому КПМ
- Зайцева Анна Трохимівна —
- Іордан Марія Леонтіївна —
- Іорданов Іван Єфремович — голова Державного комітету РМ Молдавської РСР із кінематографії, голова Ревізійної Комісії
- Карпов Борис Петрович — начальник Головного управління енергетики і електрифікації при РМ Молдавської РСР
- Кахщій А.І. —
- Кіктенко Володимир Костянтинович — міністр побутового обслуговування населення Молдавської РСР
- Коротєєв Олександр Іванович —
- Котяци Іван Олександрович — голова Державного комітету Молдавської РСР з охорони природи
- Кригануца Леон Миколайович —
- Овченко І.Г. —
- Пержан Дмитро Григорович —
- Руссу Василь Петрович — міністр зв'язку Молдавської РСР
- Савченко Зінаїда Олександрівна — бригадир колгоспу «Біруїнца» Резинського району
- Салтановська А.К. —
- Сорочан Іван Дмитрович —
- Степаненко Іван Юхимович — генерал-майор
- Челан В.П. —
- Шелар Микола Никанорович — голова Бендерського міськвиконкому
- Шершун Василь Ілліч — 1-й секретар Каменського райкому КПМ
- Яковенко В.С. —